# Liste des noms vernaculaires de chauves-souris
 (septembre 2024).
Liste des noms vernaculaires donnés en français aux chauves-souris, petits mammifères volants de l'ordre des Chiroptères.
- barbastelle - genre Barbastella
- éonyctère - genre Eonycteris
- epomophore - genre Epomophorus
- fer à cheval - certains rhinolophes
- faux-vampire - famille des Megadermatidae
- glossophage de Pallas - Glossophaga soricina
- hypsignathe - Hypsignathus monstrosus
- kitti à nez de porc - Craseonycteris thonglongyai
- macroglosse - genre Macroglossus
- mégaderme - famille des Megadermatidae
- mégaloglosse - genre Megaloglossus
- minioptère - genre Miniopterus
- molosse - famille des Molossidae
- murin - genre Myotis
- muscardin - genre Kerivoula
- natalide - genre Natalus
- nez-en-cœur - Cardioderma cor
- noctilion - genre Noctilio
- noctule - genre Nyctalus
- nyctère - genre Nycteris
- oreillard - genre Plecotus
- phyllorine - genre Hipposideros
- pipistrelle - genre Pipistrellus
- ptéronote - genre Pteronotus
- ratepenade
- rhinolophe - genre Rhinolophus
- rhinopome - genre Rhinopoma
- renard volant - certaines espèces du genre Acedoron
- roussette - divers genres, notamment  Acerodon, Pteropus et Rousettus
- sérotine - genre Eptesicus
- tadaride - genre Tadarida
- taphien - genre Taphozous
- vampire - sous-famille des Desmodontinae
- vespère - genre Hypsugo
- vespertilion - nom historique des murins, genre Myotis